# Рощин, Николай Александрович
Никола́й Алекса́ндрович Ро́щин (род. 21 мая 1974, Москва) — российский театральный режиссёр и сценограф, руководитель актерско-режиссерской мастерской в Высшей школе сценических искусств, заслуженный артист России (2021).

## Биография
С 1993 по 1997 годы учился в Российской Академии Театрального Искусства (ГИТИС), актёрский факультет, курс профессора А. В. Бородина. С 2004 по 2006 годы был педагогом режиссёрской магистратуры ЦИМа и Школы-студии МХАТ. В 2005—2009 годах — педагог по актёрскому мастерству и режиссуре в театральном институте имени Б. Щукина (курс В. В. Фокина и М. А. Пантелеевой). В 2006 году назначен Художественным руководителем Московского театра «А.Р.Т.О.». Занимал эту должность до 2016 года.
С 2016 по 2023 годы — главный режиссёр Александринского театра. С 2019 года руководит режиссёрской магистратурой РГИСИ при Александринском театре, с 2024 года — актерско-режиссерской мастерской в Высшей школе сценических искусств. 

## Творчество

### РАМТ
Ещё во время обучения в РАТИ создал творческую группу «Ship of Fools», в состав которой вошли его однокурсники и актёры Российского Академического Молодёжного Театра.
- 1998 — «ПЧЕЛОВОДЫ» (притча по Брейгелю) — первый спектакль группы (премия «Московские дебюты» в номинации «Лучший режиссёрский дебют на профессиональной сцене»). Участие в фестивалях: «МОСКВА НА СЦЕНЕ» Париж 2002; «PASSAGE» Нанси, Франция 2003; «MIMOS» Пергё, Франция 2003; «UNIDRAM» Германия 1998; «HOMO NOVUS» Латвия 1999; «BALTOSCANDAL» Эстония
- 1999 — «SOLNTSEVOROT» Санкт-Петербург 1999. Обновленная версия спектакля была создана и показывалась в Центре имени Вс. Мейерхольда с 2001—2003 гг.
- 2000 — новая версия спектакля «ПЧЕЛОВОДЫ» созданная в центре имени Вс. Мейерхольда.
- 2001 — спектакль «КОРОЛЬ-ОЛЕНЬ» (Карло Гоцци) в Российском Академическом Молодёжном Театре (премия И. Смоктуновского «За режиссёрское мастерство»; премия Ассоциации Московских критиков «За поиск и дерзание»).
- 2002 — спектакль «ДОН ЖУАН» (по текстам А. Пушкина и А. Толстого), поставленный в Центре Исполнительских Искусств Тадаси Судзуки с японскими актёрами («Лучшая режиссёрская работа» на международном фестивале «TOGA 2002», Япония).
- 2003 — спектакль «ШКОЛА ШУТОВ» (по книге Себастьяна Брандта «Корабль Дураков») в центре им. Мейерхольда, в рамках художественно-исследовательской программы «Антонен Арто. Новый век». Проект «Открытая сцена».
- 2003 — изучение психофизического актёрского тренинга по методу Тадаси Судзуки (Центр Исполнительских Искусств, Япония).
- 2003 — участие в изучении метода Теодороса Терзопулоса (Греция) и исполнение роли Царя Дария в спектакле «ПЕРСЫ» Эсхила (режиссёр Теодорос Терзопулос).
- 2004 — спектакль «ФИЛОКТЕТ» (по трагедии Софокла) в центре им. Вс. Мейерхольда, в рамках художественно-исследовательской программы «Античный театр». Проект «Открытая сцена». Премьера этого спектакля состоялась 5 июня 2004 года на античном стадионе в Дельфах (Греция) в рамках XII-го международного фестиваля античной драмы, посвящённого 2500-летию Софокла.
- 2005 — спектакль «Lilla Weneda» (по трагедии Юлиуша Словацкого) в центре им. Вс. Мейерхольда, в рамках художественно-исследовательской программы «Польский театр. Вчера и Сегодня», проект «Открытая сцена». Премьера состоялась 2 марта 2005 года.
- 2005 — спектакль «École des bouffons» новая версия «Школы шутов» совместный проект А.Р.Т.О., фестиваля Passages (Nancy, France), Théâtre de la Cité Internationale (Paris, France) и центра им. Вс. Мейерхольда (Москва). Премьера состоялась в мае 2005 года.

### А.Р.Т.О.
В 2005 году участвовал в создании Актёрского Режиссёрского Театрального Общества (А.Р.Т.О.) как независимого творческого коллектива.
C 2006 года — художественный руководитель и режиссёр Московского Театра «А.Р.Т.О.» (независимая творческая группа получает статус Государственного учреждения культуры г. Москвы).
C 2006 по 2016 год — работа в «А.Р.Т.О.», постановка спектаклей:
- 2007 — «Мистерия-Буфф. Вариант Чистых» по Маяковскому. Совместный проект «А.Р.Т.О.» и фестиваля «PASSAGES» (Франция), при поддержке Департамента культуры г. Москвы, проект «Открытая сцена». Премьера состоялась 1 мая 2007 года на фестивале «PASSAGES»;
- 2009 — «Савва. Ignis Sanat» по пьесе Леонида Андреева «Савва». Совместная постановка с ТИ им. Б. Щукина, с участием студентов курса В. В. Фокина и М. А. Пантелеевой.
- 2010 — «[бох]» по пьесе Семюеля Беккета «В ожидании Годо» и книге Джидду Кришнамурти «Немедленно измениться». Проект «Открытая сцена». Премьера состоялась 5 февраля 2010 года.
- 2011 — «Ворон» по пьесе Карло Гоцци. Спектакль выпуска ноября 2011 года на сцене «А.Р.Т.О.».

### Александринский театр
C 2016 года — Главный режиссёр Александринского театра в Санкт-Петербурге. Постановки в Александринском театре:
- 2014 — «Старая женщина высиживает» по пьесе Тадеуша Ружевича (постановка, сценография. Новая сцена Александринского театра)
- 2015 — «Ворон» по пьесе Карло Гоцци (постановка, сценография. Основная сцена Александринского театра)
- 2016 — «Сегодня. 2016 — …» по повести Кирилла Фокина «Огонь» (сценография. Новая сцена Александринского театра)
- 2017 — «Баня» по пьесе Владимира Маяковского (постановка, сценография. Новая сцена Александринского театра).
- 2018 — «Сирано де Бержерак». Сценическая редакция Н. Рощина, А. Демидчика на основе подстрочного перевода М. Зониной одноимённой пьесы Э. Ростана (постановка, сценография. Основная сцена Александринского театра)
- 2019 — «Рождение Сталина» (сценография. Основная сцена Александринского театра).
- 2019 — Постановка открытия 9 Международной Театральной Олимпиады.
- 2019 — «Дети у власти» по пьесе Роже Витрака «Виктор, или Дети у власти» в переводе Н. В. Санниковой (постановка, сценография, видео совместно с Андреем Калининым. Новая сцена Александринского театра).
- 2019 — «Маяковский. Баня» по пьесе Владимира Маяковского «Баня». Сценическая редакция Н. Рощина, А. Демидчика. (постановка, сценография. Основная сцена Александринского театра)
- 2021 — «Дети солнца» по пьесе Максима Горького (постановка, сценография. Основная сцена Александринского театра).
- 2022 — «Отелло» по пьесе Шекспира (постановка, сценография. Основная сцена Александринского театра).

## Награды и премии
- 1998 — премия «Московские дебюты» в номинации «Лучший режиссёрский дебют», (спектакль «Пчеловоды», театр «Корабль дураков»)[4].
- 2017 — премия И. Смоктуновского «За режиссёрское мастерство» (спектакль «Король-олень», РАМТ).
- 2017 — премия Ассоциации Московских критиков «За поиск и дерзание» (спектакль «Король-олень», РАМТ)[5].
- 2017 — премия «Золотая маска» в номинации «Лучшая работа художника в драматическом театре» (спектакль «Ворон», Александринский театр)[6].
- 2021 — почётное звание «Заслуженный артист Российской Федерации»[7].
- 2025 — Памятный знак «За продолжение традиций Камерного театра»[8].